# Un árbol crece en Springfield
Un árbol crece en Springfield, titulado A Tree Grows in Springfield en su versión original, es el sexto episodio de la vigesimocuarta temporada de la serie de animación Los Simpson. Se emitió el 25 de noviembre de 2012 en Estados Unidos por FOX

## Sinopsis
Homer Simpson  está muy deprimido por su vida, y Lisa decide levantarle el ánimo al comprar algo en una rifa en La Escuela Primaria de Springfield es myPad y se lo da a Homer Simpson, que pronto se obsesiona con el hasta que se cae y se rompe. Sintiéndose deprimido aún más, Homer se siente desesperado hasta que Ned Flanders hace un descubrimiento, la búsqueda de la palabra "esperanza", escrito en el árbol del patio trasero de los Simpson en savia. Todo el mundo, especialmente Homer Simpson, lo ve como un milagro. Sin embargo, el reportero Kent Brockman, decididó  exponer la verdad y hacer añicos las esperanzas de todos, encuentra un vídeo térmico que muestra a alguien vagando en patio trasero de los Simpson y escribiendo la palabra "esperanza" con jarabe de arce. Homer Simpson está angustiado, una vez más hasta que Marge le asegura que desde que alguien escribió la palabra en el árbol,  significaba que alguien estaba observando y que el mensaje era para él cuando realmente lo necesitaba. Homer Simpson acepta y vuelve a entrar en la casa con ella. A la noche siguiente, alguien se acerca al árbol del patio trasero y sigue escribiendo "Esperanza" en el árbol. Se reveló que Homer Simpson  es Sonámbulo
El episodio termina con una viñeta inspirada en el cortometraje francés Logorama.

## Recepción
El episodio fue visto por más de 7.46 millones de personas.[cita requerida]